# Robert Walker
Robert "Bilbo" Walker Jr. (Clarksdale, Mississippi, 19 de fevereiro de 1937 — 29 de novembro de 2017) foi um guitarrista de blues estadunidense, conhecido por suas apresentações performáticas com imitações de Chuck Berry. Robert é primo do também guitarrista de blues Larry McCray.

## Biografia
Seu pai era conhecido pelo apelido "Bilbo" que acabou sendo herdado pelo filho que também é chamado Little Junior Bilbo. Walker começou a explorar a música depois que o namorado de sua irmã o apresentou canções de Ike Turner. Depois de morar 17 anos em Chicago, Illinois com seu amigo David Porter, Walker se mudou para uma fazenda na região de Bakersfield, California e começou plantações de melancia e algodão. Durante este período continuou a se apresentar em bares locais da região, assim como em Chicago e Clarksdale durante ocasionais visitas. Residia na California.
Em 2014 se apresentou pela primeira vez no Brasil, no Mississipi Delta Blues Festival, em Caxias do Sul.

## Discografia
- 1997 - Promised Land (Rooster Blues)
- 1998 - Rompin' & Stompin' (Fedora)
- 2001 - Rock the Night (Rooster Blues)